# 越橘叶黄杨
越橘叶黄杨（学名：Buxus sinica var. vacciniifolia）为黄杨科黄杨属下的一个变种。

## 扩展阅读
- 維基物種上的相關：越橘叶黄杨